# Onze (Stranger Things)
Onze (no original em inglês: Eleven), nascida Jane Ives e mais tarde conhecida como Jane Hopper, é uma personagem fictícia da série de televisão Stranger Things da Netflix. Ela é interpretada pela atriz britânica Millie Bobby Brown e foi criada pelos irmãos Matt e Ross Duffer. Na série, ela é apelidada de "On" ou "Onz" (em inglês: "El") e possui superpoderes psíquicos, podendo fazer levitar objetos com sua mente, além se comunicar com as pessoas através da mente. Roubada de sua mãe após seu nascimento, foi levada para o Laboratório de Hawkins, onde passou por testes desumanos.

## Biografia fictícia
Nascida em 1971 e registrada como morta por nascimento prematuro após aborto espontâneo (na qual o mesmo não aconteceu), foi tomada da mãe Teresa "Terry" Ives por Martin Brenner, um cientista que estava trabalhando em um projeto de meta humanos, no Laboratório de Hawkins, Terry é cuidada pela sua irmã e tia de Onze, Becky Ives. Seu pai biológico Andrew Rich morreu em maio de 1970 após ir para a guerra do Vietnã. Assim Onze acreditava que Brenner era seu pai. Criada sem nenhum contato com o mundo exterior, dentro de um laboratório ela era obrigada a submeter sua infância inteira para experimentos científicos, com fins de espionagem. Onze tem superpoderes e pode controlar as coisas através da mente com telecinesia, além de poder se comunicar através da telepatia, com isso era usada para espionar os líderes soviéticos da Guerra Fria. Até a primeira temporada da série, não se tinha conhecimento do nome da garota, então a chamavam pela sua numeração dada pelo centro de pesquisa, que atuava secretamente. No dia 6 de novembro de 1983, enquanto faz um experimento, Onze se assusta com um monstro e sem querer a mesma provoca a abertura de uma fenda dimensional que liga o mundo real com o "Mundo Invertido", um universo paralelo ao nosso, porém escuro, sombrio e sem vida, onde há um monstro, sem face e com uma única boca que envolve sua cabeça, é liberto.

### 1ª temporada (2016)
Onze escapa do Laboratório de Hawkins e tenta roubar comida de um restaurante local. O proprietário, Benny, fica com pena dela e liga para os serviços sociais. A assistente social que vem até o restaurante na verdade é uma agente do Laboratório de Hawkins e mata Benny. Onze foge antes de ser levada mais uma vez. Ela é encontrada por Mike Wheeler (Finn Wolfhard), Dustin Henderson (Gaten Matarazzo) e Lucas Sinclair (Caleb McLaughlin), que estão procurando por seu amigo desaparecido, Will Byers (Noah Schnapp). Os meninos descobrem que o nome dela é Onze (Eleven) com base em uma tatuagem de "011" encontrada em seu antebraço esquerdo. Mike decide chamá-la de "On" ou "Onz" ("El") para abreviar. Mike permite que Onze viva em seu porão em uma cabana de cobertores. Temendo ser recapturada, Onze convence Mike a não contar a nenhum adulto para que o Dr. Brenner não a encontre.
Onze ajuda a localizar Will e determina que ele está preso no Mundo Invertido, usando um tanque de privação sensorial caseiro. O grupo parte para encontrar Will usando suas bússolas, mas Onze interfere em sua busca quando percebe que eles estão sendo levados para o laboratório de Hawkins. Lucas, percebendo sua decepção, fica com raiva dela. Ela foge, rouba caixas de waffles congelados de uma loja e os come em uma floresta. Mike e Dustin são ameaçados por valentões; Mike é forçado a pular de um penhasco alto em um lago e Dustin é feito refém. Onze retorna e intervém antes de Mike cair na água e salva Mike e Dustin.
Onze, Mike e Dustin se reúnem com Lucas e fazem as pazes. Eles viajam para o ferro-velho da cidade com o Dr. Brenner e seus associados em perseguição. Onze usa seus poderes durante a perseguição para fazer uma van de laboratório virar no ar. O grupo é auxiliado por Joyce Byers (Winona Ryder), o chefe de polícia Jim Hopper (David Harbour), Nancy Wheeler (Natalia Dyer) e Jonathan Byers (Charlie Heaton), que produzem um tanque de isolamento improvisado com uma piscina e sacos de sal. Onze acessa o Mundo Invertido e confirma que Will está vivo. Enquanto o pessoal do laboratório se aproxima da escola, Mike diz a Onze que ela pode fazer parte de sua família e a convida para o baile da escola. Ele então a beija depois de lutar para explicar seus sentimentos em relação a ela. Onze ajuda o grupo a escapar usando seus poderes para matar a maioria dos agentes, deixando-a esgotada. O monstro do Mundo Invertido, apelidado de "Demogorgon" pelas crianças, entra em sua dimensão, e Onze aparentemente se sacrifica para destruir a criatura e salvar seus amigos. Um mês depois, depois de uma festa de Natal, Hopper sai da delegacia e dirige para a floresta. Lá, ele deixa waffles em uma caixa escondida. A condição e a localização de Onze são ambíguas.

### 2ª temporada (2017)
Depois de derrotar o Demogorgon, Onze acorda na dimensão do Mundo Invertido. Ela escapa por um portal, que a leva de volta à escola. Com o governo ainda procurando por ela, ela é forçada a se esconder na floresta. Onze finalmente encontra os waffles de Hopper deixado para ela e o procura. Os dois se mudam para uma cabana na floresta, onde ele a proíbe de sair, temendo por sua segurança. Hopper esconde Onze dentro de casa por quase um ano, sem contar a ninguém sobre seu paradeiro, nem mesmo Mike. Durante este tempo, Onze ganha melhor controle sobre seus poderes; ela está menos enfraquecida pelo uso de sua telecinese e agora é capaz de projetar sua mente sem o uso de um tanque de privação sensorial. Ela usa a última habilidade para ouvir as tentativas de Mike de contatá-la, embora esteja cada vez mais frustrada com sua incapacidade de responder. Onze também expande significativamente seu vocabulário durante esse período, aprendendo tanto com Hopper quanto com a televisão.
Onze fica inquieta e deseja se reunir com Mike, e isso causa tensão entre ela e Hopper. Ela foge de casa um dia e viaja para a Hawkins Middle School. Quando ela encontra Mike, ele está com Max Mayfield (Sadie Sink), uma nova aluna. Onze pensa erroneamente que Max está flertando com Mike e, por despeito, usa seus poderes para derrubar Max de seu skate antes de sair.  Ao retornar à cabana, ela entra em uma discussão acalorada com Hopper sobre ela sair da cabana, terminando a discussão com ela usando seus poderes para danificar o local por raiva. No dia seguinte, limpando a bagunça que fez na cabana, ela descobre olhando através de registros no porão da cabana que sua mãe biológica está viva, contradizendo o que Hopper havia dito a ela. Ela então conhece sua mãe, Terry, e sua tia, Becky, e descobre o que aconteceu com Terry no Laboratório de Hawkins. Enquanto está lá, ela percebe que Terry está tentando falar com ela, mas ela não consegue devido ao seu estado catatônico. Onze, usando seus poderes, vê um flashback de sua mãe. Depois que sua filha foi tirada dela, Terry tentou forçar sua entrada no Laboratório de Hawkins para salvá-la. Como resposta, Brenner e seus assistentes a capturaram e a submeteram à terapia de eletrochoque, resultando em sua condição atual. Onze então usa suas habilidades para descobrir que ela tem uma "irmã" - outra garota talentosa levada pelo Dr. Brenner para experimentos - e sai para encontrá-la.
Usando suas habilidades mais uma vez, Onze localiza sua irmã e descobre que ela é uma garota mais velha chamada Kali ("Oito"), com a capacidade de fazer com que as pessoas tenham alucinações visuais. Onze fica com Kali e seus amigos – fugitivos que estão determinados a se vingar das pessoas que os machucaram. Kali diz a Onze que ela precisa pensar sobre o que a deixa mais irritada enquanto usa seus poderes. Quando eles vão se vingar do assistente de Brenner que ajudou a machucar a mãe de Onze, Onze começa a sufocá-lo até a morte, mas para ao perceber que ele tem duas filhas. Ela então impede Kali de atirar nele. De volta ao esconderijo, Onze testemunha Hopper e Mike em perigo pelo vazio. Enquanto a gangue está prestes a fugir, Onze percebe que precisa voltar para seus amigos porque eles precisam de sua ajuda.
Onze volta para Hawkins e finalmente se reúne com Mike com um abraço sincero e seus amigos depois de salvá-los de um Demodog. O grupo percebe que ela precisa fechar o portão para o Mundo Invertido, e ela e Hopper vão para o Laboratório de Hawkins. Lá, Onze usa o conselho de Kali e concentra sua raiva em seus poderes, fechando o portão e drenando seus poderes. Depois, descobre-se que o Dr. Sam Owens (Paul Reiser) forjou uma certidão de nascimento permitindo que Hopper se tornasse o pai adotivo legal de Onze para ajudar a mantê-la escondida. O novo nome legal de Onze é Jane Hopper. Hopper a deixa ir ao Baile de Neve na Hawkins Middle School. Ela se encontra com Mike, dança com ele e eles compartilham seu primeiro beijo como um casal.

### 3.ª temporada (2019)
No início da terceira temporada, Onze e Mike estão namorando há sete meses, para desgosto de Hopper, que está irritado porque On e Mike estão constantemente juntos, passando todo o tempo sozinhos se beijando. Quando Hopper confessa a Joyce que se sente desconfortável com a situação, ela sugere que ele se sente e converse calmamente com On e Mike sobre como se sente. No entanto, isso sai pela culatra, e Hopper recorre a ameaçar verbalmente Mike para ficar longe de Onze, ou ele terminará seu relacionamento. Quando Mike é forçado a mentir para Onze sobre por que ele não pode mais visitá-la, ela fica desconfiada e procura conselhos de Max, que afirma que Mike está empurrando Onze de lado para passar o tempo brincando com os meninos, e sugere que elas se divirtam por conta própria indo fazer compras no novo shopping Starcourt enquanto também a encorajava a terminar com ele. As garotas passam um tempo juntas no shopping, onde encontram Lucas, Will e Mike tentando comprar um presente de maquiagem para Onze. Quando Mike mente e diz que o presente é para sua avó doente, Onze termina com ele e sai em um ônibus com Max.
Onze e Max passam a noite dormindo na casa de Hopper e usam os poderes telepáticos de Onze para espionar os meninos. Isso leva a um jogo que elas criam no qual elas espionam alguém. Onze espiam o meio-irmão de Max, Billy Hargrove (Dacre Montgomery) e parece que ele sequestrou alguém, então as meninas vão procurá-lo e descobrem que um colega salva-vidas também desapareceu. Elas descobrem que Billy foi tomado pelo Devorador de Mentes, um grande monstro do Mundo Invertido, e ele fez Billy atacar a salva-vidas Heather. Elas se reúnem com Mike, Lucas e Will. O grupo decide encurralar Billy na sauna da piscina da cidade para observar como o rapaz irá se comportar, para comprovar se há mesmo algo de errado ele. Billy revela-se está possuído pelo Devorador de Mentes e acaba lutando com Onze, mas ele consegue escapar.
Os meninos e as meninas acabam sabendo por Nancy e Jonathan que o Devorador de Mentes está possuindo pessoas para ganhar uma forma física, e vão até o hospital para checar uma senhora que possivelmente foi possuída para tentar descobrir onde o Devorador de Mente está atuando. O grupo acaba sendo atacado pelo Esfolado, uma criatura controlada pelo Devorador de Mentes, mas Onze consegue deté-lo. Mike está aborrecido porque On o espionou e tem uma discussão com Max sobre seus sentimentos por Onze enquanto ela está espionando o  Esfolado. Quando o esfolado ataca a cabana onde o grupo está, Onze luta contra ele mas o Esfolado a fere e deixa um pedaço de si mesmo na ferida. On e Mike fazem as pazes, mas o Devorador de Mentes e Billy os rastreiam devido ao ferimento de On. Eleven perde seus poderes depois de remover o pedaço do monstro de sua perna, mas ajuda Billy a se libertar da posse do Devorador de Mentes, lembrando suas memórias de infância. O grupo derrota o Devorador de Mentes fechando o portal para o Mundo Invertido e com o sacrifício de Billy. Hopper é dado como morto na explosão que fecha o portão e Onze é levada pelos Byers. Enquanto os Byers estão fazendo as malas para deixar Hawkins, On revela a Mike que ela também o ama, e eles se beijam. Joyce dá a ela uma carta escrita por Hopper que ele pretendia usar ao falar com ela e Mike sobre como se sentia sobre eles namorarem. Onze e os Byers então deixam Hawkins, onde Onze chora enquanto eles se afastam.

### 4.ª temporada (2022)
No início da quarta temporada, Onze começa a ir à escola na Califórnia ao lado de Will e luta com a perda de seus poderes, além de ser intimidada por uma garota chamada Angela. Quando Mike vem visitá-la, Onze finge que tem muitos amigos para agradar Mike, mas é humilhada em uma pista de patinação e atinge Angela no rosto em retaliação. Ela é levada sob custódia policial, mas o Dr. Owens intercepta sua prisão e a leva com ele. Ele explica que Hawkins está em perigo e está trabalhando em um programa que pode trazer de volta os poderes de Onze. Onze concorda em participar, correndo o risco de nunca mais ver seus amigos.
Ela é levada para uma instalação em Nevada e descobre que Brenner ainda está vivo. Onze é colocada em um tanque de privação sensorial (apelidado de NINA) e revive suas memórias reprimidas de seu tempo no laboratório de Hawkins. Onze tenta escapar da instalação, mas descobre que seus poderes estão retornando lentamente, convencendo-a a ficar. Ela descobre que muitas vezes foi condenada ao ostracismo pelas outras crianças, mas um enfermeiro gentil (Jamie Campbell Bower) a vigiava e lhe dava conselhos sobre como controlar seus poderes. O enfermeiro, que na verdade é o sujeito 001 nos experimentos de Brenner, manipulou Onze para remover um implante em seu pescoço que suprimiu seus poderes, então passou a massacrar o resto das crianças e funcionários no laboratório. 001 revelou ser Henry Creel, que matou sua mãe e irmã na década de 1950 e prendeu seu pai por isso. Henry tenta matar Onze depois que ela se recusou a ajudá-lo a erradicar a humanidade e ela conseguiu dominá-lo e o enviou para o Mundo Invertido, onde ele se tornou um monstro humanóide, apelidado mais tarde de Vecna pelo grupo de Mike. Brenner descobre Onze na cena do massacre onde ela caiu em coma e esqueceu os eventos. Brenner descobriu os eventos através de câmeras de segurança e fez Onze espionar os russos como um disfarce para procurar Henry.
Onze descobre que seus amigos de Hawkins planejam matar Henry usando Max como isca para atraí-lo e convence o Dr. Owens a ajudá-la a retornar a Hawkins. No entanto, Brenner prende Owens e prende Onze, colocando uma coleira de choque nela para que ela não possa sair. Quando o exército ataca a base, Brenner foge com Onze, mas é baleada e incapacitada, porém ela consegue destruir o helicóptero e os veículos quando Mike, Will, Jonathan e  Argyle (Eduardo Franco) chegam. Brenner abre a coleira da garota e diz a Onze que eles são da família, mas ela se recusa a perdoá-lo e ele morre. O grupo vai para a pizzaria de Argyle, onde eles criam um tanque de isolamento para ela entrar na mente de Max ao mesmo tempo que Vecna. Vecna domina Onze e quebra os ossos de Max e a cega antes que Mike diga a Onze que a ama, o que lhe dá força para quebrar seu controle. Apesar de seus esforços, Max ainda morre de seus ferimentos, mas On consegue usar seus poderes para reiniciar seu coração e colocá-la em coma. O grupo retorna a Hawkins e Onze se reúne com Hopper que revela-se estar vivo. Todos eles descobrem que o Mundo Invertido assumiu Hawkins.

## Poderes e Habilidades

Millie Bobby Brown como Onze (Eleven) na 1.ª temporada.

Devido a sua mãe ter sido exposta a várias drogas durante a gravidez pelo Projeto MKULTRA, Onze desenvolveu poderes psíquicos e outros dons especiais. No entanto, essas habilidades parecem enfraquecê-la fisicamente, pois sempre que ela usa muito poder, ela sangra um pouco pelo nariz. Seus poderes incluem:
- Telecinese: Onze pode mover objetos com sua mente. A raiva aumenta esse poder, sendo capaz de explodir uma van e mover um carro.
- Biocinese: Capacidade de controlar matéria orgânica e seres vivos, como causar paralisia muscular, esmagando o cérebro de várias pessoas.
- Clarividência: Capacidade de encontrar uma pessoa com apenas uma fotografia, mas também parece ser capaz de fazê-lo com objetos. Ao fazer a clarividência, sua consciência entra em um espaço vazio, escuro e com água no chão, onde consegue localizar a pessoa ou objeto que se encontra em outro lugar no mundo real. Para fazer isso, ela precisa usar um tanque de privação sensorial.
- Desaparecer: Onze é capaz de desaparecer quando está com muita raiva.
- Tecnopatia: A capacidade de comunicar o que uma pessoa diz através de um dispositivo de comunicação. Foi o método de comunicação com o qual ele conseguiu entrar em contato com Will no Mundo Invertido.

## Desenvolvimento

### Concepção e escrita
Os Duffer Brothers basearam o personagem de Onze em sobreviventes dos experimentos do Projeto MKULTRA, com influências de E.T. O Extraterrestre e a ideia de ser um estranho. Eles também se inspiraram no anime Elfen Lied e Akira, dizendo que "queriam que houvesse um mistério em seu passado, e também que ela parecesse um pouco assustadora." Originalmente planejado como um longa-metragem, Stranger Things foi então lançada para a Netflix como uma série limitada, e foi planejado que Onze se sacrificaria no último episódio da série. Depois que a Netflix quis que o show continuasse em uma segunda temporada, os irmãos decidiram mudar o final para manter a personagem viva.

### Escolha de intérprete
Os irmãos acreditavam que Onze era o papel mais difícil de escalar, já que o personagem tinha poucas falas. Eles queriam uma atriz infantil que fosse capaz de transmitir muita emoção. Os Duffers estavam preocupados em não encontrar alguém que pudesse permanecer no personagem quando não estivesse falando. Os irmãos ficaram aliviados depois de conhecer Millie Bobby Brown, a quem eles descreveram como "algo especial, tudo bem, com um talento sobrenatural absolutamente assustador". Brown teve que raspar a cabeça para o papel, algo que ela e seus pais estavam preocupados que "diminuísse sua beleza" até mostrar uma foto de Charlize Theron como Imperatriz Furiosa em Mad Max: Fury Road.

## Recepção

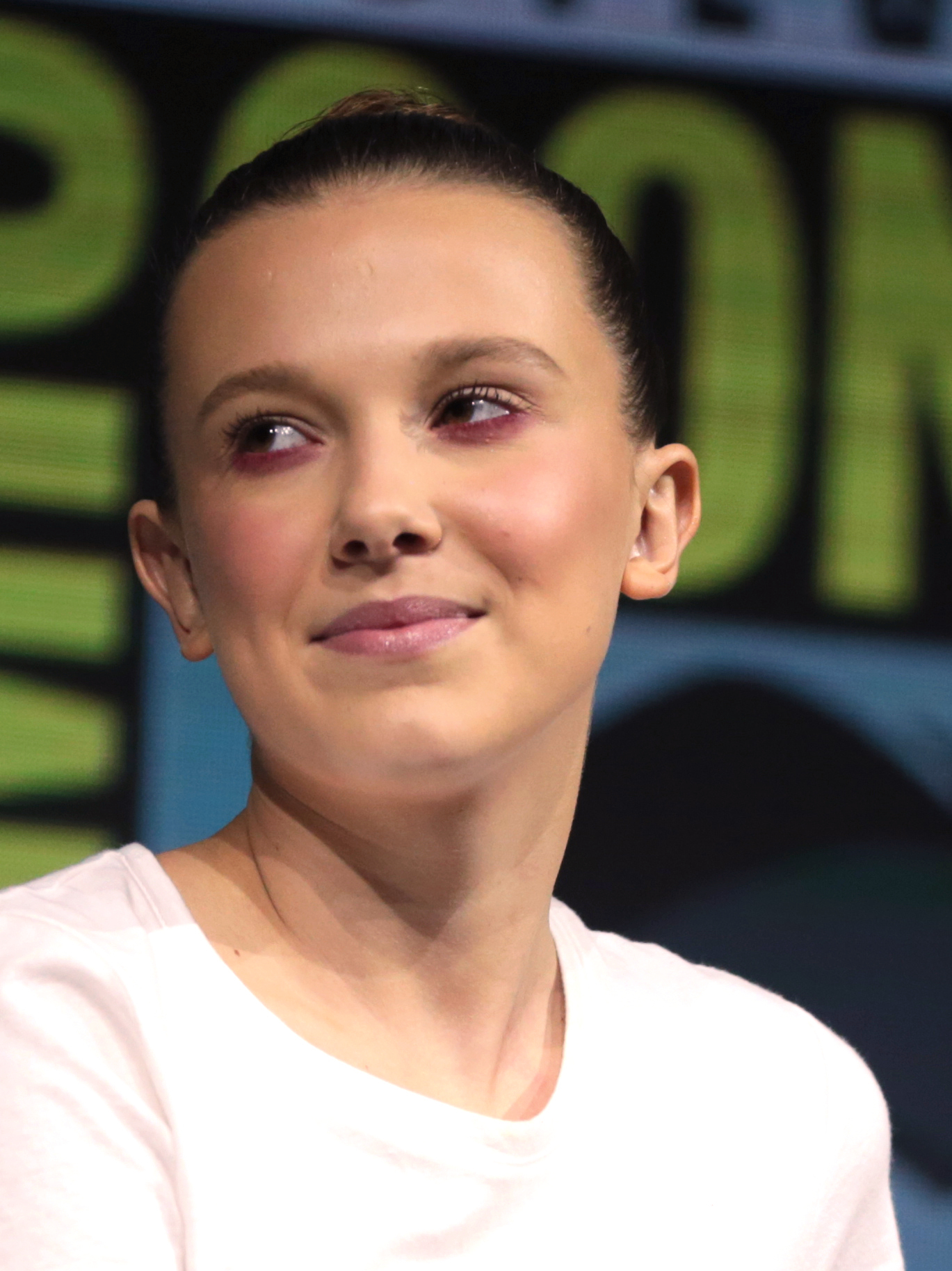
O desempenho de Millie Bobby Brown foi amplamente aclamado e Brown, de 13 anos, recebeu duas indicações ao Screen Actors Guild Award por Melhor Performance de uma Atriz em Série Dramática e duas indicações para um Primetime Emmy Award de Melhor Atriz Coadjuvante em Série Dramática, tornando-se uma das mais jovens indicadas para os prêmios.

A personagem e o desempenho de Brown receberam elogios da crítica; Alice Vincent do The Daily Telegraph escreveu:
"Millie Bobby Brown continua a ser a estrela do show: ela inspirou fan art e tatuagens, um reconhecimento mundial de Eggos, os waffles que sua personagem devora e deu uma nova vida à frase 'respirador pela boca'".
Ashley Hoffman da revista Time recomendou Onze como simbolo para o Dia Nacional do Waffle. No entanto, Lenika Cruz do The Atlantic disse que "apesar de uma rica história de fundo, Onze é a protagonista mais mal esboçada do show".
Nos 69º e 70º [[Primetime Emmy Awards] em 2017 e 2018, Brown recebeu uma indicação para Melhor Atriz Coadjuvante em Série Dramática. No MTV Movie & TV Awards de 2017, ela foi indicada para Melhor Herói e Melhor Atriz em um Show, ganhando esta último indicação. Ela ganhou como Melhor Performance de Ator Jovem em Série de Televisão no 43º Saturn Awards. Ela foi duas vezes indicada ao Screen Actors Guild Award de Melhor Atriz em Série Dramática em 2017 e 2018. Ela ganhou um Kids Choice Award de Melhor Atriz em 2018 e 2020.

## Em outras mídias
Onze faz uma aparição silenciosa em Odder Stuff, uma série de televisão no universo do episódio da trigésima temporada de The Simpsons, "I'm Dancing as Fat as I Can", lançado em 10 de fevereiro de 2019. O papel de Onze em Stranger Things é então incorporado por Lisa Simpson (dublado por Yeardley Smith) na 31ª temporada do segmento "Treehouse of Horror XXX" "Danger Things", lançado em 20 de outubro de 2019.
Uma paródia violenta de Onze, "Cindy", é retratada por Ess Hödlmoser na segunda temporada da série de televisão de streaming Amazon Prime Video, The Boys e a série promocional da web Vought News Network: Seven on 7 with Cameron Coleman.